# スケートカナダ
スケートカナダ（英語: Skate Canada International） は、カナダで行われるフィギュアスケートの国際大会。

## 概要
第1回大会は1973年に開催された。
1995年、国際スケート連盟が主催するISUチャンピオンシリーズに組みこまれ、以来現在までその後身であるISUグランプリシリーズを構成するフィギュアスケート競技会のひとつとなっている。 
近年、大会には冠スポンサーがあり、2006年から2010年まではホームセンス社(英語: HomeSense)の社名を冠し ホームセンス・スケートカナダ・インターナショナル(英語: HomeSense Skate Canada International) と表記されている。2000年から2005年まではマスターカード、それ以前はサンライフを冠している。
例年、ISUグランプリシリーズの第2戦として10月末～11月初旬に開催されることが多い。開催地は固定されていない。
2020年は新型コロナウイルス感染拡大の影響により開催中止となった。

## 歴代メダリスト

### 男子シングル
| 年   | 開催地         | 金                       | 銀                           | 銅                           |
| ---- | -------------- | ------------------------ | ---------------------------- | ---------------------------- |
| 1973 | カルガリー     | トーラー・クランストン   | ロン・シェーバー             | 佐野稔                       |
| 1974 | キッチナー     | ロン・シェーバー         | 佐野稔                       | チャールズ・ティックナー     |
| 1975 | エドモントン   | トーラー・クランストン   | ロン・シェーバー             | テリー・クビカ               |
| 1976 | オタワ         | ロン・シェーバー         | ロビン・カズンズ             | デヴィッド・サンティ         |
| 1977 | モンクトン     | ロビン・カズンズ         | チャールズ・ティックナー     | スコット・クレイマー         |
| 1978 | バンクーバー   | 五十嵐文男               | チャールズ・ティックナー     | ブライアン・ポッカー         |
| 1979 | 非開催         | 非開催                   | 非開催                       | 非開催                       |
| 1980 | カルガリー     | スコット・ハミルトン     | ブライアン・ポッカー         | デヴィッド・サンティ         |
| 1981 | オタワ         | ノルベルト・シュラム     | ブライアン・オーサー         | ヨゼフ・サボフチク           |
| 1982 | キッチナー     | ブライアン・ボイタノ     | ブライアン・オーサー         | ハイコ・フィッシャー         |
| 1983 | ハリファックス | ブライアン・オーサー     | グジェゴシュ・フィリポフスキ | 小川勝                       |
| 1984 | ビクトリア     | ブライアン・オーサー     | グジェゴシュ・フィリポフスキ | 小川勝                       |
| 1985 | ロンドン       | ヨゼフ・サボフチク       | スコット・ウィリアムズ       | グジェゴシュ・フィリポフスキ |
| 1986 | レジャイナ     | ヴィタリー・エゴロフ     | クリストファー・ボウマン     | グジェゴシュ・フィリポフスキ |
| 1987 | カルガリー     | ブライアン・オーサー     | ブライアン・ボイタノ         | ヴィクトール・ペトレンコ     |
| 1988 | サンダーベイ   | カート・ブラウニング     | ヴィクトール・ペトレンコ     | アンジェロ・ダゴスティーノ   |
| 1989 | コーンウォール | ペトル・バルナ           | ポール・ワイリー             | ダニエル・ヴァイス           |
| 1990 | レスブリッジ   | カート・ブラウニング     | グジェゴシュ・フィリポフスキ | マーク・ミッチェル           |
| 1991 | ロンドン       | エルビス・ストイコ       | ヴァシリー・エレメンコ       | ポール・ワイリー             |
| 1992 | ビクトリア     | エルビス・ストイコ       | スコット・デイヴィス         | エリック・ミロー             |
| 1993 | オタワ         | カート・ブラウニング     | マーク・ミッチェル           | スティーブン・カズンズ       |
| 1994 | レッドディア   | エルビス・ストイコ       | ミカエル・シュメルキン       | セバスチャン・ブリテン       |
| 1995 | セントジョン   | アレクセイ・ウルマノフ   | ミカエル・シュメルキン       | エリック・ミロー             |
| 1996 | キッチナー     | エルビス・ストイコ       | イリヤ・クーリック           | スコット・デイヴィス         |
| 1997 | ハリファックス | エルビス・ストイコ       | イリヤ・クーリック           | ミケール・テュレスン         |
| 1998 | カムループス   | エフゲニー・プルシェンコ | エルビス・ストイコ           | サボルチ・ヴィドライ         |
| 1999 | セントジョン   | アレクセイ・ヤグディン   | エルビス・ストイコ           | 本田武史                     |
| 2000 | ミシサガ       | アレクセイ・ヤグディン   | トッド・エルドリッジ         | マシュー・サボイ             |
| 2001 | サスカトゥーン | アレクセイ・ヤグディン   | エルビス・ストイコ           | トッド・エルドリッジ         |
| 2002 | ケベック       | 本田武史                 | エマニュエル・サンデュ       | スタニスラフ・ティムチェンコ |
| 2003 | ミシサガ       | エフゲニー・プルシェンコ | ジェフリー・バトル           | 本田武史                     |
| 2004 | ハリファックス | エマニュエル・サンデュ   | ベン・フェレイラ             | ジェフリー・バトル           |
| 2005 | セントジョンズ | エマニュエル・サンデュ   | ジェフリー・バトル           | 織田信成                     |
| 2006 | ビクトリア     | ステファン・ランビエール | 髙橋大輔                     | ジョニー・ウィアー           |
| 2007 | ケベック       | ブライアン・ジュベール   | ケビン・ヴァン・デル・ペレン | ジェフリー・バトル           |
| 2008 | オタワ         | パトリック・チャン       | ライアン・ブラッドレイ       | エヴァン・ライサチェック     |
| 2009 | キッチナー     | ジェレミー・アボット     | 髙橋大輔                     | アルバン・プレオベール       |
| 2010 | キングストン   | パトリック・チャン       | 織田信成                     | アダム・リッポン             |
| 2011 | ミシサガ       | パトリック・チャン       | ハビエル・フェルナンデス     | 髙橋大輔                     |
| 2012 | ウィンザー     | ハビエル・フェルナンデス | パトリック・チャン           | 織田信成                     |
| 2013 | セントジョン   | パトリック・チャン       | 羽生結弦                     | 織田信成                     |
| 2014 | ケロウナ       | 無良崇人                 | ハビエル・フェルナンデス     | マックス・アーロン           |
| 2015 | レスブリッジ   | パトリック・チャン       | 羽生結弦                     | 村上大介                     |
| 2016 | ミシサガ       | パトリック・チャン       | 羽生結弦                     | ケヴィン・レイノルズ         |
| 2017 | レジャイナ     | 宇野昌磨                 | ジェイソン・ブラウン         | アレクサンドル・サマリン     |
| 2018 | ラヴァル       | 宇野昌磨                 | キーガン・メッシング         | チャ・ジュンファン           |
| 2019 | ケロウナ       | 羽生結弦                 | ナム・グエン                 | 田中刑事                     |
| 2020 | 非開催         | 非開催                   | 非開催                       | 非開催                       |
| 2021 | バンクーバー   | ネイサン・チェン         | ジェイソン・ブラウン         | エフゲニー・セメネンコ       |
| 2022 | ミシサガ       | 宇野昌磨                 | 三浦佳生                     | マッテオ・リッツォ           |
| 2023 | バンクーバー   | 山本草太                 | 三浦佳生                     | マッテオ・リッツォ           |
| 2024 | ハリファックス | イリア・マリニン         | 佐藤駿                       | チャ・ジュンファン           |

### 女子シングル
| 年   | 開催地         | 金                             | 銀                                       | 銅                                       |
| ---- | -------------- | ------------------------------ | ---------------------------------------- | ---------------------------------------- |
| 1973 | カルガリー     | リン・ナイチンゲール           | バーバラ・ターペニング                   | ジーン・スコット                         |
| 1974 | キッチナー     | リン・ナイチンゲール           | アネット・ペッチ                         | ウェンディ・バージ                       |
| 1975 | エドモントン   | スザンナ・ドリアーノ           | キャス・マルンベルグ                     | 渡部絵美                                 |
| 1976 | オタワ         | キム・アレットソン             | カレナ・リチャードソン                   | ガルネット・オスターマイヤー             |
| 1977 | モンクトン     | リンダ・フラチアニ             | リサ＝マリー・アレン                     | ヘザー・ケムカラン                       |
| 1978 | バンクーバー   | リサ＝マリー・アレン           | クラウディア・クリストフィクス＝ビンダー | クリスティーナ・ウェゲリウス             |
| 1979 | 非開催         | 非開催                         | 非開催                                   | 非開催                                   |
| 1980 | カルガリー     | エレイン・ザヤック             | トレイシー・ワイマン                     | クラウディア・クリストフィクス＝ビンダー |
| 1981 | オタワ         | トレイシー・ワイマン           | ロザリン・サムナーズ                     | キラ・イワノワ                           |
| 1982 | キッチナー     | ビッキー・デ・ブリーズ         | クリスティーナ・ウェゲリウス             | ロザリン・サムナーズ                     |
| 1983 | ハリファックス | カタリナ・ヴィット             | ケイ・トムソン                           | ティファニー・チン                       |
| 1984 | ビクトリア     | 伊藤みどり                     | ティファニー・チン                       | ナタリア・レベデワ                       |
| 1985 | ロンドン       | カリン・カダヴィ               | エリザベス・マンリー                     | パトリシア・ネスケ                       |
| 1986 | レジャイナ     | エリザベス・マンリー           | クラウディア・ライストナー               | ジョアン・コンウェイ                     |
| 1987 | カルガリー     | デヴィ・トーマス               | エリザベス・マンリー                     | ジョアン・コンウェイ                     |
| 1988 | サンダーベイ   | ナタリア・レベデワ             | ジル・トレナリー                         | パトリシア・ネスケ                       |
| 1989 | コーンウォール | クリスティー・ヤマグチ         | シモーネ・ラング                         | ナタリア・レベデワ                       |
| 1990 | レスブリッジ   | ジョゼ・シュイナール           | リサ・サージアント                       | ホリー・クック                           |
| 1991 | ロンドン       | スルヤ・ボナリー               | マリナ・キールマン                       | カレン・プレストン                       |
| 1992 | ビクトリア     | マリア・ブッテルスカヤ         | アリス・スー・クレイズ                   | ジョゼ・シュイナール                     |
| 1993 | オタワ         | 陳露                           | オルガ・マルコワ                         | カレン・プレストン                       |
| 1994 | レッドディア   | クリスティーナ・ツァコ         | レティシア・ユベール                     | ジェシカ・ミルズ                         |
| 1995 | セントジョン   | ミシェル・クワン               | 横谷花絵                                 | ジョゼ・シュイナール                     |
| 1996 | キッチナー     | イリーナ・スルツカヤ           | タラ・リピンスキー                       | ルシンダ・ルー                           |
| 1997 | ハリファックス | ミシェル・クワン               | マリア・ブッテルスカヤ                   | スルヤ・ボナリー                         |
| 1998 | カムループス   | エレーナ・リアシェンコ         | 村主章枝                                 | イリーナ・スルツカヤ                     |
| 1999 | セントジョン   | ミシェル・クワン               | ユリア・ソルダトワ                       | ジェニファー・ロビンソン                 |
| 2000 | ミシサガ       | イリーナ・スルツカヤ           | ミシェル・クワン                         | 村主章枝                                 |
| 2001 | サスカトゥーン | サラ・ヒューズ                 | イリーナ・スルツカヤ                     | ミシェル・クワン                         |
| 2002 | ケベック       | サーシャ・コーエン             | 村主章枝                                 | ビクトリア・ボルチコワ                   |
| 2003 | ミシサガ       | サーシャ・コーエン             | 荒川静香                                 | シェベシュチェーン・ユーリア             |
| 2004 | ハリファックス | シンシア・ファヌフ             | 恩田美栄                                 | スザンナ・ポイキオ                       |
| 2005 | セントジョンズ | アリッサ・シズニー             | ジョアニー・ロシェット                   | 中野友加里                               |
| 2006 | ビクトリア     | ジョアニー・ロシェット         | 村主章枝                                 | キム・ヨナ                               |
| 2007 | ケベック       | 浅田真央                       | 中野友加里                               | ジョアニー・ロシェット                   |
| 2008 | オタワ         | ジョアニー・ロシェット         | 村主章枝                                 | アリッサ・シズニー                       |
| 2009 | キッチナー     | ジョアニー・ロシェット         | アリッサ・シズニー                       | ラウラ・レピスト                         |
| 2010 | キングストン   | アリッサ・シズニー             | クセニヤ・マカロワ                       | アメリー・ラコステ                       |
| 2011 | ミシサガ       | エリザベータ・トゥクタミシェワ | 鈴木明子                                 | アシュリー・ワグナー                     |
| 2012 | ウィンザー     | ケイトリン・オズモンド         | 鈴木明子                                 | 村上佳菜子                               |
| 2013 | セントジョン   | ユリア・リプニツカヤ           | 鈴木明子                                 | グレイシー・ゴールド                     |
| 2014 | ケロウナ       | アンナ・ポゴリラヤ             | アシュリー・ワグナー                     | 宮原知子                                 |
| 2015 | レスブリッジ   | アシュリー・ワグナー           | エリザベータ・トゥクタミシェワ           | 永井優香                                 |
| 2016 | ミシサガ       | エフゲニア・メドベージェワ     | ケイトリン・オズモンド                   | 宮原知子                                 |
| 2017 | レジャイナ     | ケイトリン・オズモンド         | マリア・ソツコワ                         | アシュリー・ワグナー                     |
| 2018 | ラヴァル       | エリザベータ・トゥクタミシェワ | 山下真瑚                                 | エフゲニア・メドベージェワ               |
| 2019 | ケロウナ       | アレクサンドラ・トゥルソワ     | 紀平梨花                                 | ユ・ヨン                                 |
| 2020 | 非開催         | 非開催                         | 非開催                                   | 非開催                                   |
| 2021 | バンクーバー   | カミラ・ワリエワ               | エリザベータ・トゥクタミシェワ           | アリョーナ・コストルナヤ                 |
| 2022 | ミシサガ       | 渡辺倫果                       | スター・アンドリュース                   | ユ・ヨン                                 |
| 2023 | バンクーバー   | 坂本花織                       | 金彩然                                   | 松生理乃                                 |
| 2024 | ハリファックス | 坂本花織                       | 松生理乃                                 | 吉田陽菜                                 |

### ペア
| 年   | 開催地         | 金                                                        | 銀                                                      | 銅                                                        |
| ---- | -------------- | --------------------------------------------------------- | ------------------------------------------------------- | --------------------------------------------------------- |
| 1973 | カルガリー     | ペア非開催                                                | ペア非開催                                              | ペア非開催                                                |
| 1974 | キッチナー     | ペア非開催                                                | ペア非開催                                              | ペア非開催                                                |
| 1975 | エドモントン   | ペア非開催                                                | ペア非開催                                              | ペア非開催                                                |
| 1976 | オタワ         | ペア非開催                                                | ペア非開催                                              | ペア非開催                                                |
| 1977 | モンクトン     | ペア非開催                                                | ペア非開催                                              | ペア非開催                                                |
| 1978 | バンクーバー   | ペア非開催                                                | ペア非開催                                              | ペア非開催                                                |
| 1979 | 非開催         | 非開催                                                    | 非開催                                                  | 非開催                                                    |
| 1980 | カルガリー     | ペア非開催                                                | ペア非開催                                              | ペア非開催                                                |
| 1981 | オタワ         | ペア非開催                                                | ペア非開催                                              | ペア非開催                                                |
| 1982 | キッチナー     | ペア非開催                                                | ペア非開催                                              | ペア非開催                                                |
| 1983 | ハリファックス | ペア非開催                                                | ペア非開催                                              | ペア非開催                                                |
| 1984 | ビクトリア     | エレーナ・ベチケ and ヴァレリー・コルニエンコ             | シンシア・クール and マーク・ラウゾン                   | カタリーナ・マトウセク and ロイド・アイスラー             |
| 1985 | ロンドン       | エカテリーナ・ゴルデーワ and セルゲイ・グリンコフ         | ヴェロニカ・ペルシナ and マラート・アクバロフ           | デニス・ベニング and リンドン・ジョンストン               |
| 1986 | レジャイナ     | シンシア・クール and マーク・ラウゾン                     | エカテリーナ・ゴルデーワ and セルゲイ・グリンコフ       | ナタリー・シーボルト and ウェイン・シーボルト             |
| 1987 | カルガリー     | クリスティン・ハフ and ダグ・ラドレ                       | エレーナ・クビチェンコ and ラシード・カディルカエフ     | ケイティ・キーリー and ジョゼフ・メロ                     |
| 1988 | サンダーベイ   | イザベル・ブラスール and ロイド・アイスラー               | ペギー・シュヴァルツ and アレクサンダー・ケーニッヒ     | Ekaterina Murugova and Artem Torgashov                    |
| 1989 | コーンウォール | エレーナ・レオノワ and ゲンナジー・クラスニツキー         | シンディー・ランドリー and リンドン・ジョンストン       | Michelle Menzies and Kevin Wheeler                        |
| 1990 | レスブリッジ   | イザベル・ブラスール and ロイド・アイスラー               | エフゲーニヤ・シシコワ and ヴァディム・ナウモフ         | Michelle Menzies and Kevin Wheeler                        |
| 1991 | ロンドン       | Stacey Ball and Jean-Michel Bombardier                    | Michelle Menzies and Kevin Wheeler                      | マリナ・エルツォワ and アンドレイ・ブシュコフ             |
| 1992 | ビクトリア     | マンディ・ベッツェル and インゴ・シュトイアー             | Michelle Menzies and Jean-Michel Bombardier             | ダニエル・カー and スティーヴン・カー                     |
| 1993 | オタワ         | エカテリーナ・ゴルデーワ and セルゲイ・グリンコフ         | ラトカ・コヴァジーコヴァー and レネ・ノヴォトニー       | Michelle Menzies and Jean-Michel Bombardier               |
| 1994 | レッドディア   | クリスティ・サージアント and クリス・ウィルツ             | エレーナ・ベレズナヤ and オレグ・シリアホフ             | サラ・アビトボル and ステファン・ベルナディス             |
| 1995 | セントジョン   | エフゲーニヤ・シシコワ and ヴァディム・ナウモフ           | マリア・ペトロワ and アントン・シハルリドゼ             | Jodeyne Higgins and Sean Rice                             |
| 1996 | キッチナー     | マンディ・ベッツェル and インゴ・シュトイアー             | マリナ・エルツォワ and アンドレイ・ブシュコフ           | 伊奈恭子 and ジェイソン・ダンジェン                       |
| 1997 | ハリファックス | オクサナ・カザコワ and アルトゥール・ドミトリエフ         | マリナ・ハルトゥリナ and アンドレイ・クルコフ           | サラ・アビトボル and ステファン・ベルナディス             |
| 1998 | カムループス   | 申雪 and 趙宏博                                           | マリア・ペトロワ and アレクセイ・ティホノフ             | ジェイミー・サレー and デヴィッド・ペルティエ             |
| 1999 | セントジョン   | エレーナ・ベレズナヤ and アントン・シハルリドゼ           | 伊奈恭子 and ジョン・ジマーマン                         | クリスティ・サージアント and クリス・ウィルツ             |
| 2000 | ミシサガ       | ジェイミー・サレー and デヴィッド・ペルティエ             | エレーナ・ベレズナヤ and アントン・シハルリドゼ         | マリア・ペトロワ and アレクセイ・ティホノフ               |
| 2001 | サスカトゥーン | ジェイミー・サレー and デヴィッド・ペルティエ             | タチアナ・トトミアニナ and マキシム・マリニン           | アナベル・ラングロワ and パトリス・アルケット             |
| 2002 | ケベック       | タチアナ・トトミアニナ and マキシム・マリニン             | 龐清 and 佟健                                           | アナベル・ラングロワ and パトリス・アルケット             |
| 2003 | ミシサガ       | タチアナ・トトミアニナ and マキシム・マリニン             | 申雪 and 趙宏博                                         | ドロタ・ザゴルスカ and マリウス・シュデク                 |
| 2004 | ハリファックス | 申雪 and 趙宏博                                           | 龐清 and 佟健                                           | ドロタ・ザゴルスカ and マリウス・シュデク                 |
| 2005 | セントジョンズ | アリオナ・サフチェンコ and ロビン・ゾルコーヴィ           | マリア・ペトロワ and アレクセイ・ティホノフ             | ヴァレリー・マルコー and クレイグ・ブンタン               |
| 2006 | ビクトリア     | 張丹 and 張昊                                             | 井上怜奈 and ジョン・ボルドウィン                       | ヴァレリー・マルコー and クレイグ・ブンタン               |
| 2007 | ケベック       | アリオナ・サフチェンコ and ロビン・ゾルコーヴィ           | ジェシカ・デュベ and ブライス・デイヴィソン             | 川口悠子 and アレクサンドル・スミルノフ                   |
| 2008 | オタワ         | 川口悠子 and アレクサンドル・スミルノフ                   | ジェシカ・デュベ and ブライス・デイヴィソン             | キオーナ・マクラフリン ロックニ・ブルーベイカー           |
| 2009 | キッチナー     | アリオナ・サフチェンコ and ロビン・ゾルコーヴィ           | マリア・ムホルトワ and マキシム・トランコフ             | ジェシカ・デュベ and ブライス・デイヴィソン               |
| 2010 | キングストン   | リュボーフィ・イリュシェチキナ and ノダリー・マイスラーゼ | カーステン・ムーア＝タワーズ and ディラン・モスコビッチ | ペイジ・ローレンス and ルディ・スウィガース               |
| 2011 | ミシサガ       | タチアナ・ボロソジャル and マキシム・トランコフ           | 隋文静 and 韓聰                                         | メーガン・デュハメル and エリック・ラドフォード           |
| 2012 | ウィンザー     | アリオナ・サフチェンコ and ロビン・ゾルコーヴィ           | メーガン・デュハメル and エリック・ラドフォード         | ステファニア・ベルトン and オンドレイ・ホタレック         |
| 2013 | セントジョン   | ステファニア・ベルトン and オンドレイ・ホタレック         | 隋文静 and 韓聰                                         | メーガン・デュハメル and エリック・ラドフォード           |
| 2014 | ケロウナ       | メーガン・デュハメル and エリック・ラドフォード           | 隋文静 and 韓聰                                         | エフゲーニヤ・タラソワ and ウラジミール・モロゾフ         |
| 2015 | レスブリッジ   | メーガン・デュハメル and エリック・ラドフォード           | エフゲーニヤ・タラソワ and ウラジミール・モロゾフ       | カーステン・ムーア＝タワーズ and マイケル・マリナロ       |
| 2016 | ミシサガ       | メーガン・デュハメル and エリック・ラドフォード           | 于小雨 and 張昊                                         | リュボーフィ・イリュシェチキナ and ディラン・モスコビッチ |
| 2017 | レジャイナ     | メーガン・デュハメル and エリック・ラドフォード           | アリオナ・サフチェンコ and ブリュノ・マッソ             | ヴァネッサ・ジェームス and モルガン・シプレ               |
| 2018 | ラヴァル       | ヴァネッサ・ジェームス and モルガン・シプレ               | 彭程 and 金楊                                           | カーステン・ムーア＝タワーズ and マイケル・マリナロ       |
| 2019 | ケロウナ       | アレクサンドラ・ボイコワ and ドミトリー・コズロフスキー   | カーステン・ムーア＝タワーズ andマイケル・マリナロ      | エフゲーニヤ・タラソワ and ウラジミール・モロゾフ         |
| 2020 | 非開催         | 非開催                                                    | 非開催                                                  | 非開催                                                    |
| 2021 | バンクーバー   | 隋文静 and 韓聰                                           | ダリア・パブリチェンコ and デニス・ホディキン           | アシュリー・ケイン=グリブル and ティモシー・ルデュク      |
| 2022 | ミシサガ       | 三浦璃来 and 木原龍一                                     | エミリー・チャン and スペンサー・アキラ・ハウ           | サラ・コンティ and ニッコロ・マチー                       |
| 2023 | バンクーバー   | ディアナ・ステラート・デュデク and マキシム・デシャン     | マリア・パブロワ and アレクセイ・スヴィアチェンコ       | ルクレツィア・ベッカーリ and マッテオ・グアリーゼ         |
| 2024 | ハリファックス | ディアナ・ステラート・デュデク and マキシム・デシャン     | エカテリーナ・ゲイニシュ and ドミトリー・チギリョフ     | アナスタシア・ゴルベワ and ヘクター・ジオトプロス・ムーア |

### アイスダンス
| 年   | 開催地         | 金                                                    | 銀                                                      | 銅                                                    |
| ---- | -------------- | ----------------------------------------------------- | ------------------------------------------------------- | ----------------------------------------------------- |
| 1973 | カルガリー     | Hilary Green and Glyn Watts                           | Louise Soper and Barry Soper                            | イリーナ・モイセーワ and アンドレイ・ミネンコフ       |
| 1974 | キッチナー     | イリーナ・モイセーワ and アンドレイ・ミネンコフ       | コリーン・オコーナー and ジェームズ・ミルンズ           | ジャネット・トンプソン and ワレン・マックスウェル     |
| 1975 | エドモントン   | ナタリア・リニチュク and ゲンナジー・カルポノソフ     | Barbara Berezowski and David Porter                     | Matilde Ciccia and Lamberto Ceserani                  |
| 1976 | オタワ         | ナタリア・リニチュク and ゲンナジー・カルポノソフ     | ジャネット・トンプソン and ワレン・マックスウェル       | Susan Carscallen and Eric Gillies                     |
| 1977 | モンクトン     | ジャネット・トンプソン and ワレン・マックスウェル     | マリナ・ズエワ and アンドレイ・ヴィトマン               | Lorna Wighton and John Dowding                        |
| 1978 | バンクーバー   | レゲーツィ・クリスチナ and アンドラーシュ・シャライ   | Lorna Wighton and John Dowding                          | マリナ・ズエワ and アンドレイ・ヴィトマン             |
| 1979 | 非開催         | 非開催                                                | 非開催                                                  | 非開催                                                |
| 1980 | カルガリー     | ジュディ・ブルンバーグ and マイケル・サイバート       | カレン・バーバー and Nicky Slater                       | Marie McNeill and ロバート・マッコール                |
| 1981 | オタワ         | キャロル・フォックス and リチャード・ダリー           | カレン・バーバー and ニコラス・スレイター               | Natalia Karamysheva and Rostislav Sinitsyn            |
| 1982 | キッチナー     | エリザ・スピッツ and スコット・グレゴリー             | トレイシー・ウィルソン and ロバート・マッコール         | ナタリア・アンネンコ and ゲンリフ・スレテンスキー     |
| 1983 | ハリファックス | トレイシー・ウィルソン and ロバート・マッコール       | ウェンディ・セッションズ and スティーブン・ウィリアムズ | ナタリア・アンネンコ and ゲンリフ・スレテンスキー     |
| 1984 | ビクトリア     | オリガ・ボロジンスカヤ and アレクサンドル・スビニン   | ペトラ・ボルン and Rainer Schoenborn                    | ケリー・ジョンソン and ジョン・トーマス               |
| 1985 | ロンドン       | レネー・ロカ and ドナルド・アデア                     | オリガ・ボロジンスカヤ and アレクサンドル・スビニン     | カトリン・ベック and クリストフ・ベック               |
| 1986 | レジャイナ     | ナタリア・アンネンコ and ゲンリフ・スレテンスキー     | スザンヌ・セマニック and スコット・グレゴリー           | カリン・ガロシーノ and ロドニー・ガロシーノ           |
| 1987 | カルガリー     | トレイシー・ウィルソン and ロバート・マッコール       | カトリン・ベック and クリストフ・ベック                 | Lia Trovati and Roberto Pelizzola                     |
| 1988 | サンダーベイ   | ナタリア・アンネンコ and ゲンリフ・スレテンスキー     | エイプリル・サージェント and ラス・ウィサビー           | Melanie Cole and Michael Farrington                   |
| 1989 | コーンウォール | スザンヌ・セマニック and Ron Kravette                 | Michelle McDonald and マーク・ミッチェル                | Jacqueline Petr and Mark Janoschak                    |
| 1990 | レスブリッジ   | Jacqueline Petr and Mark Janoschak                    | イリーナ・ロマノワ and イゴール・ヤロシェンコ           | Malgorgata Grajcar and Andrzej Dostatni               |
| 1991 | ロンドン       | ステファニア・カレガーリ and パスクァーレ・カメレンゴ | ソフィー・モニオット and パスカル・ラヴァンシー         | カテジナ・ムラーゾヴァー and マルティン・シメチェク   |
| 1992 | ビクトリア     | スザンナ・ラハカモ and ペトリ・コッコ                 | Iroslava Nechaeva and Yurie Chesnichenko                | カテジナ・ムラーゾヴァー and マルティン・シメチェク   |
| 1993 | オタワ         | ソフィー・モニオット and パスカル・ラヴァンシー       | タチアナ・ナフカ and サムエル・ギャザリアン             | シェイ＝リーン・ボーン and ヴィクター・クラーツ       |
| 1994 | レッドディア   | シェイ＝リーン・ボーン and ヴィクター・クラーツ       | マルガリータ・ドロビアツコ and ポヴィラス・ヴァナガス   | レネー・ロカ and ゴーシャ・サー                       |
| 1995 | セントジョン   | シェイ＝リーン・ボーン and ヴィクター・クラーツ       | マリナ・アニシナ and グウェンダル・ペーゼラ             | イリーナ・ロマノワ and イゴール・ヤロシェンコ         |
| 1996 | キッチナー     | シェイ＝リーン・ボーン and ヴィクター・クラーツ       | マリナ・アニシナ and グウェンダル・ペーゼラ             | バーバラ・フーザル＝ポリ and マウリツィオ・マルガリオ |
| 1997 | ハリファックス | シェイ＝リーン・ボーン and ヴィクター・クラーツ       | エリザベス・プンサラン and ジェロード・スワロー         | イリーナ・ロバチェワ and イリヤ・アベルブフ           |
| 1998 | カムループス   | シェイ＝リーン・ボーン and ヴィクター・クラーツ       | マルガリータ・ドロビアツコ and ポヴィラス・ヴァナガス   | シルヴィア・ノヴァク and セバスチアン・コラシンスキー |
| 1999 | セントジョン   | マルガリータ・ドロビアツコ and ポヴィラス・ヴァナガス | エレーナ・グルシナ and ルスラン・ゴンチャロフ           | イザベル・ドロベル and オリヴィエ・シェーンフェルダー |
| 2000 | ミシサガ       | マリナ・アニシナ and グウェンダル・ペーゼラ           | ガリト・チャイト and セルゲイ・サフノフスキー           | マリー＝フランス・デュブレイユ and パトリス・ローゾン |
| 2001 | サスカトゥーン | シェイ＝リーン・ボーン and ヴィクター・クラーツ       | ガリト・チャイト and セルゲイ・サフノフスキー           | イザベル・ドロベル and オリヴィエ・シェーンフェルダー |
| 2002 | ケベック       | エレーナ・グルシナ and ルスラン・ゴンチャロフ         | マリー＝フランス・デュブレイユ and パトリス・ローゾン   | スヴェトラーナ・クリコワ and アルセニー・マルコフ     |
| 2003 | ミシサガ       | タチアナ・ナフカ and ロマン・コストマロフ             | アルベナ・デンコヴァ and マキシム・スタビスキー         | マリー＝フランス・デュブレイユ and パトリス・ローゾン |
| 2004 | ハリファックス | アルベナ・デンコヴァ and マキシム・スタビスキー       | マリー＝フランス・デュブレイユ and パトリス・ローゾン   | ガリト・チャイト and セルゲイ・サフノフスキー         |
| 2005 | セントジョンズ | マリー＝フランス・デュブレイユ and パトリス・ローゾン | エレーナ・グルシナ and ルスラン・ゴンチャロフ           | メリッサ・グレゴリー and デニス・ペチュホフ           |
| 2006 | ビクトリア     | マリー＝フランス・デュブレイユ and パトリス・ローゾン | テッサ・ヴァーチュ and スコット・モイア                 | フェデリカ・ファイエラ and マッシモ・スカリ           |
| 2007 | ケベック       | テッサ・ヴァーチュ and スコット・モイア               | アンナ・カッペリーニ and ルカ・ラノッテ                 | ペルネル・キャロン and マシュー・ヨスト               |
| 2008 | オタワ         | メリル・デイヴィス and チャーリー・ホワイト           | ヴァネッサ・クローン and ポール・ポワリエ               | ナタリー・ペシャラ and ファビアン・ブルザ             |
| 2009 | キッチナー     | テッサ・ヴァーチュ and スコット・モイア               | ナタリー・ペシャラ and ファビアン・ブルザ               | ケイトリン・ウィーバー and アンドリュー・ポジェ       |
| 2010 | キングストン   | ヴァネッサ・クローン and ポール・ポワリエ             | シネイド・ケアー and ジョン・ケアー                     | マディソン・チョック and グレッグ・ズーライン         |
| 2011 | ミシサガ       | テッサ・ヴァーチュ and スコット・モイア               | ケイトリン・ウィーバー and アンドリュー・ポジェ         | アンナ・カッペリーニ and ルカ・ラノッテ               |
| 2012 | ウィンザー     | テッサ・ヴァーチュ and スコット・モイア               | アンナ・カッペリーニ and ルカ・ラノッテ                 | エカテリーナ・リャザーノワ and イリヤ・トカチェンコ   |
| 2013 | セントジョン   | テッサ・ヴァーチュ and スコット・モイア               | ケイトリン・ウィーバー and アンドリュー・ポジェ         | マディソン・ハベル and ザカリー・ダナヒュー           |
| 2014 | ケロウナ       | ケイトリン・ウィーバー and アンドリュー・ポジェ       | パイパー・ギレス and ポール・ポワリエ                   | マディソン・ハベル and ザカリー・ダナヒュー           |
| 2015 | レスブリッジ   | ケイトリン・ウィーバー and アンドリュー・ポジェ       | マイア・シブタニ and アレックス・シブタニ               | エカテリーナ・ボブロワ and ドミトリー・ソロビエフ     |
| 2016 | ミシサガ       | テッサ・ヴァーチュ and スコット・モイア               | マディソン・チョック and エヴァン・ベイツ               | パイパー・ギレス and ポール・ポワリエ                 |
| 2017 | レジャイナ     | テッサ・ヴァーチュ and スコット・モイア               | ケイトリン・ウィーバー and アンドリュー・ポジェ         | マディソン・ハベル and ザカリー・ダナヒュー           |
| 2018 | ラヴァル       | マディソン・ハベル and ザカリー・ダナヒュー           | ヴィクトリヤ・シニツィナ and ニキータ・カツァラポフ     | パイパー・ギレス and ポール・ポワリエ                 |
| 2019 | ケロウナ       | パイパー・ギレス and ポール・ポワリエ                 | マディソン・ハベル and ザカリー・ダナヒュー             | ライラ・フィアー and ルイス・ギブソン                 |
| 2020 | 非開催         | 非開催                                                | 非開催                                                  | 非開催                                                |
| 2021 | バンクーバー   | パイパー・ギレス and ポール・ポワリエ                 | シャルレーヌ・ギニャール and マルコ・ファッブリ         | オリヴィア・スマート and アドリア・ディアス           |
| 2022 | ミシサガ       | パイパー・ギレス and ポール・ポワリエ                 | ライラ・フィアー and ルイス・ギブソン                   | マージョリー・ラジョワ and ザカリー・ラガ             |
| 2023 | バンクーバー   | パイパー・ギレス and ポール・ポワリエ                 | ライラ・フィアー and ルイス・ギブソン                   | アリソン・リード and サウリウス・アンブルレヴィチウス |
| 2024 | ハリファックス | パイパー・ギレス and ポール・ポワリエ                 | Marjorie LAJOIE and Zachary LAGHA                       | Evgeniia LOPAREVA and Geoffrey BRISSAUD               |

## 参照
- スケート・カナダ（カナダスケート連盟） （英語）（フランス語）
- 大会記録集2 1974- カナダスケート連盟
- 2006年大会公式サイト
- 2007年大会公式サイト
- 2008年大会公式サイト
- 1998年大会公式結果
- 1999年大会公式結果
- 2000年大会公式結果
- 2002年大会公式結果
- 2003年大会公式結果
- 2004年大会公式結果
- 2005年大会公式結果
- 2006年大会公式結果
- 2007年大会公式結果
- 2008年大会公式結果
- 2009年大会公式結果
- 2010年大会公式結果
- 2011年大会公式結果
- 2012年大会公式結果
- 2013年大会公式結果
- 2014年大会公式結果
- 2015年大会公式結果
- 2016年大会公式結果
- 2017年大会公式結果
- 2018年大会公式結果
- 2019年大会公式結果
- 2021年大会公式結果
- 2022年大会公式結果
- 2023年大会公式結果
- 2024年大会公式結果